# Fredrik Pettersson-Wentzel
Kjell Fredrik Pettersson-Wentzel, född 23 juli 1991 i Uppsala, är en svensk före detta ishockeymålvakt.
Han valdes som 128:e spelaren totalt av Atlanta Thrashers i NHL Entry Draft 2010.

## Karriär
Fredrik Pettersson-Wentzel inledde sin aktiva hockeykarriär i Almtuna IS. Han fick sitt genombrott säsongen 2009/2010 då han utnämndes som hockeyallsvenskans bästa målvakt och var en stor bidragande orsak till Almtunas framgångsrika säsong. Han draftades av Atlanta Trashers 2010.
I januari 2011 lånades Pettersson-Wentzel ut till Timrå IK, för vilka han spelade 14 matcher och var en av lagets främsta spelare då han visade upp ett stabilt målvaktsspel. Han blev samma säsong uttagen till junior-VM i USA.
Inför säsongen 2011–2012 skrev han på ett tvåårskontrakt med SHL-laget Färjestad BK där han inledningsvis skulle agera som andremålvakt till Cristopher Nihlstorp.
Den 29 januari 2012 höll Pettersson-Wentzel sin första elitserienolla när Färjestad på hemmaplan besegrade Djurgårdens IF med 1-0. Pettersson-Wentzel motade 25 skott i matchen. I februari 2013 förlängde han sitt kontrakt med klubben med ett treårskontrakt. Pettersson-Wentzel var en stor bidragande orsak till att Färjestad lyckades ta sig till SM-final säsongen 2013/2014, där man dock fick se sig besegrade av Skellefteå AIK.
Säsongen 2014/2015 stod han sammanlagt 30 matcher under grundserien då han delade på förstaspaden med lagkamraten Justin Pogge. Färjestad blev utslagna redan i åttondelsfinalen mot Brynäs IF och i mars 2015 blev det officiellt att Färjestad sade upp kontraktet med Pettersson-Wentzel.
27 mars 2015 skrev han kontrakt med HV71. Säsongen 2019/2020 spelade han för IK Oskarshamn i SHL, vilken blev hans sista klubb som aktiv spelare.

## Meriter
- Vinnare av Guldgallret som Hockeyallsvenskan bästa junior - 2010